# Музей космонавтики (Київ)
Музей космонавтики в Києві розповідає про історію космонавтики, заснований 27 квітня 1991 року. Музей розташований в приміщенні Київського планетарію.

## Історія
Музей створено завдяки зусиллям небайдужих до космонавтики людей. 1989 року заснуванням музею займалася група ветеранів-ентузіастів, серед котрих були Анатолій Завалішин, Броніслав Лапідус, Анатолій Дормідонтов, Анатолій Давиденко, Ернест Кеворков. Відразу ж постало питання про приміщення для майбутнього музею. У цій ситуації прийшов на допомогу Київський радіозавод, який виділив кілька квартир на вулиці Тростянецькій.
До розробки та оформлення експозиції музею космонавтики були залучені художники-оформлювачі радіозаводу, які займалися проєктуванням та створенням стендів, що відбивали всі етапи розвитку вітчизняної та закордонної космонавтики. Підготовча попередня робота тривала протягом двох років. Офіційною датою відкриття музею космонавтики в Києві вважається 27 квітня 1991 року. Тільки музей став розвиватися, як у середині 90-х років Київський радіозавод збанкрутував. Відповідно, будинок, який знаходився на його балансі, в якому розміщувався музей, передали у відання комунальних служб. ЖЕК відразу ж виставив музею вимоги з немислимими сумами за оренду приміщень. Тому, музей космонавтики змушений був з'їхати.

Співробітники музею стали бити на сполох, звертаючись до різних інстанцій з проханням виділити музею приміщення. Кілька разів тимчасові приміщення надавали, або умови там були зовсім невідповідні для зберігання музейних експонатів, або будівлі були настільки старими, що потребували капітального ремонту, а у Федерації космонавтики на це коштів бракувало. У підсумку за підтримки тодішнього директора Київського Планетарію Івана Кречко, за допомогою товариства «Знання України», в кінці 2001 року музей космонавтики переїхав до приміщення Планетарію. Офіційною датою відкриття музею космонавтики при Київському Планетарії є 1 грудня 2002 року. Саме тоді наказом міністра освіти та науки Василя Кременя музей космонавтики було офіційно зареєстровано.

## Експозиція
До уваги відвідувачів велика відеотека з фільмами про перших космонавтів. Досить цікавими є матеріали про Дніпропетровський ракетно-космічний центр, є багато різноманітної літератури, як про сьогоднішній стан космічної галузі у світі, так й історичні нариси з цієї тематики. Експозиція розповідає про історію створення космодромів на пострадянському просторі, дивує екскурсантів матеріалами з астрономії та уфології.
Одними з найцінніших експонатів є фотографія першого супутника, макет корабля «Восток», на якому літав Юрій Гагарін, макет дніпропетровської ракети «Зеніт», найкращої ракети середнього класу у світі, макет космічної станції «Мир». Музей охоплює практично все, що стосується космосу, до уваги відвідувачів навіть представлена частина корабля «Восход», призначеного для транспортування космонавтів. Він оснащений системою м'якої посадки й величезним парашутом.
Музей космонавтики часто називають космічним будинком, подібного якому немає в Україні. Тут збираються ветерани ракетно-космічної галузі, щоб поспілкуватися один з одним або відзначити свята. Працівники космодромів часто приводять до музею членів своїх сімей та друзів, щоб ті змогли відчути космічну атмосферу.
Незважаючи на досить скрутне фінансове становище, колекція музею постійно збільшується. Головним джерелом, звичайно ж, є космодром Байконур, також надсилають матеріали з Росії та України. Товариство «Знання України», на балансі якого знаходиться тепер музей, працює над тим, щоб створити єдиний науково-освітній космічний центр, куди будуть входити й Планетарій, й музей космонавтики.